# Roodkinlijstergaai
De roodkinlijstergaai (Ianthocincla rufogularis, synoniem Garrulax rufogularis) is een zangvogel uit de familie Leiothrichidae.

## Verspreiding en leefgebied
Deze soort komt voor van de Himalaya tot Myanmar en Vietnam en telt zes ondersoorten:
- I. r. occidentalis: de westelijke Himalaya.
- I. r. rufogularis: van centraal Nepal tot noordelijk Assam (noordoostelijk India).
- I. r. assamensis: zuidoostelijk Assam, oostelijk Bangladesh en westelijk Myanmar.
- I. r. rufitincta: zuidwestelijk Assam.
- I. r. rufiberbis: zuidoostelijk Arunachal Pradesh (noordoostelijk India), noordelijk Myanmar en zuidelijk China.
- I. r. intensior: noordwestelijk Vietnam.

## Status
De grootte van de populatie is niet gekwantificeerd maar de soort wordt omschreven als doorgaans schaars maar plaatselijk zeer algemeen in Nepal. Op de Rode lijst van de IUCN heeft deze soort de status niet bedreigd.